# 닛산 디젤 UA

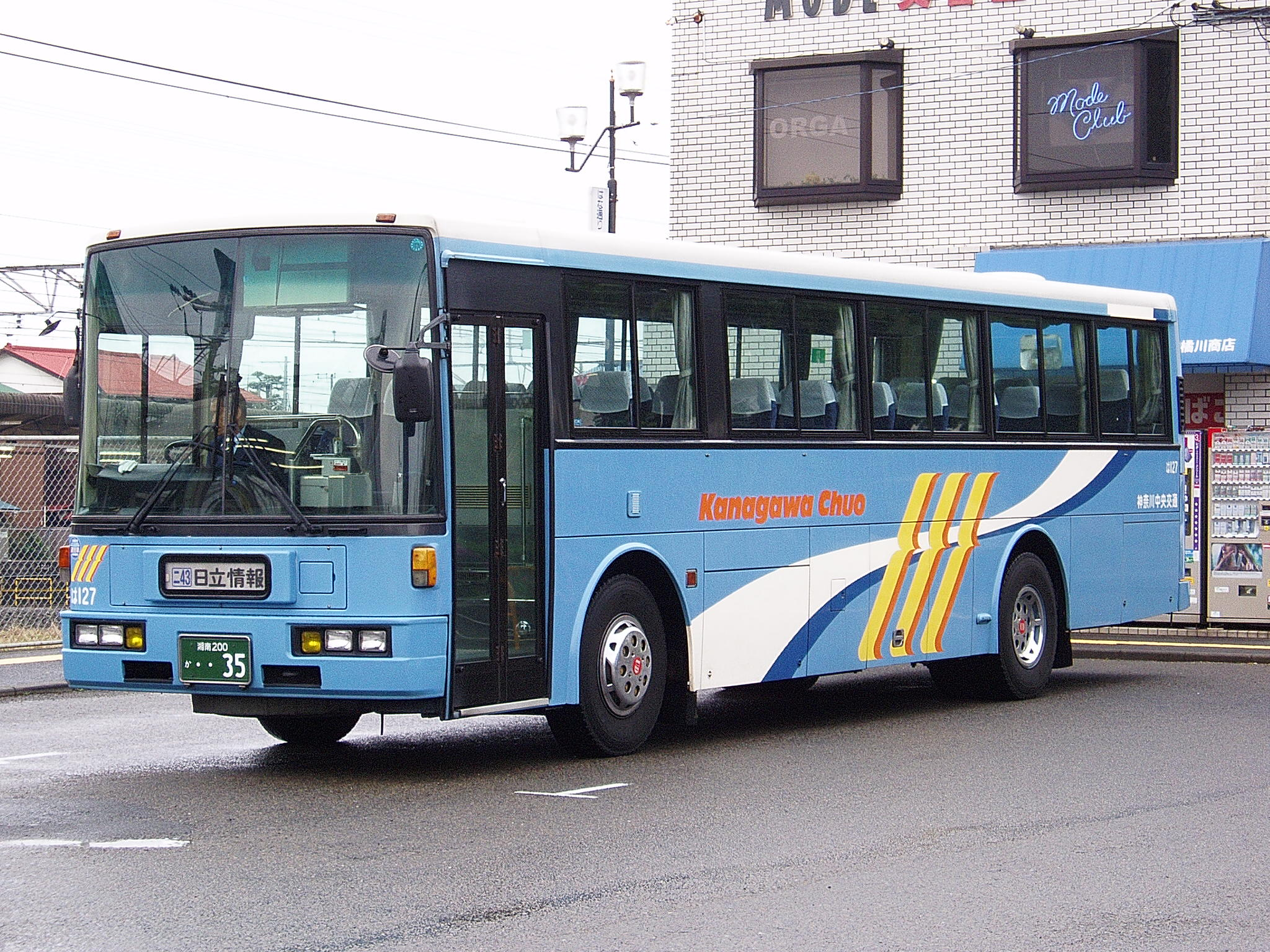
닛산 디젤 UA

닛산 디젤 UA(영어: Nissan Diesel UA, 일본어: 日産ディーゼル・UA 닛산 디이제루 유우에에[*])는 일본 닛산 디젤 (현, UD트럭)이 만든 대형 버스로 1973년부터 2005년까지 생산했다.

## 세부 정보

### 도시형버스

#### U/UA20/30/35
1973년 배출가스 규제 대응에 따라 4R, PR 모델 후속으로 등장한 모델로 차체는 후지중공업 (현, 스바루)에서 제작된 13인치 차체를 사용했다. 엔진은 PE6H형이 탑재되었다. 1975년에 엔진을 개선한 U35 모델이 출시되었고 엔진은 PP6H형이 탑재되었다. 휠베이스는 H형 (4.67m), L형 (5.2m), N형 (5.6m)이 있다.

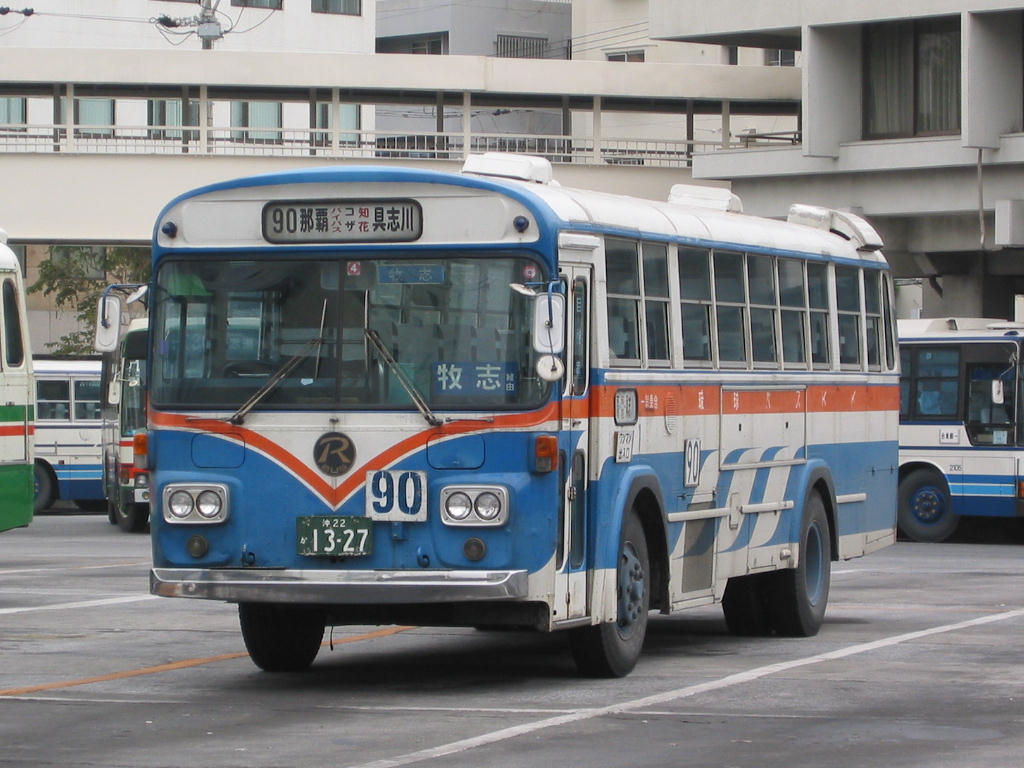
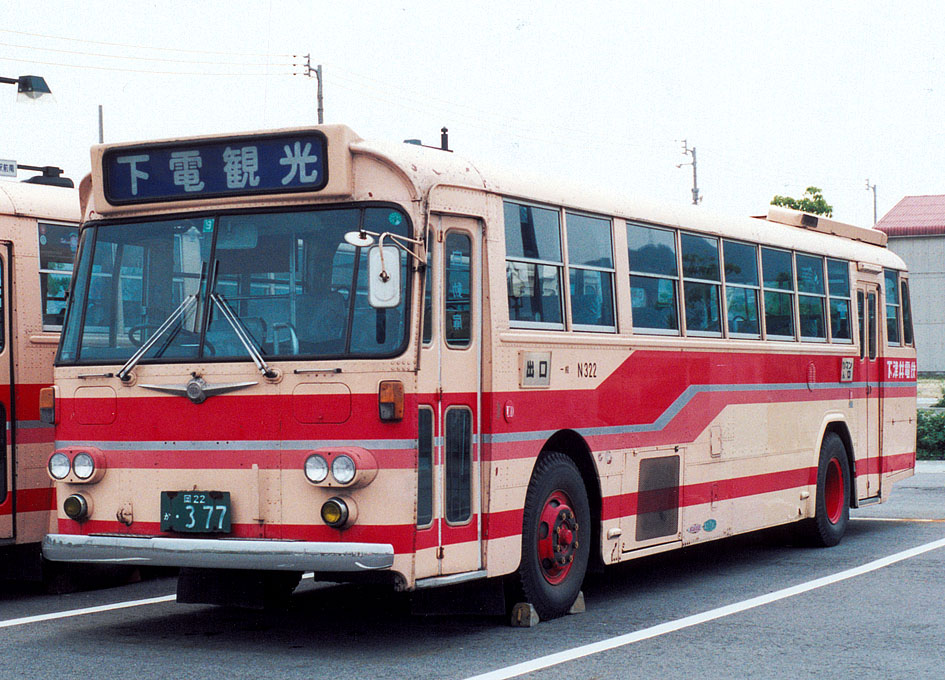
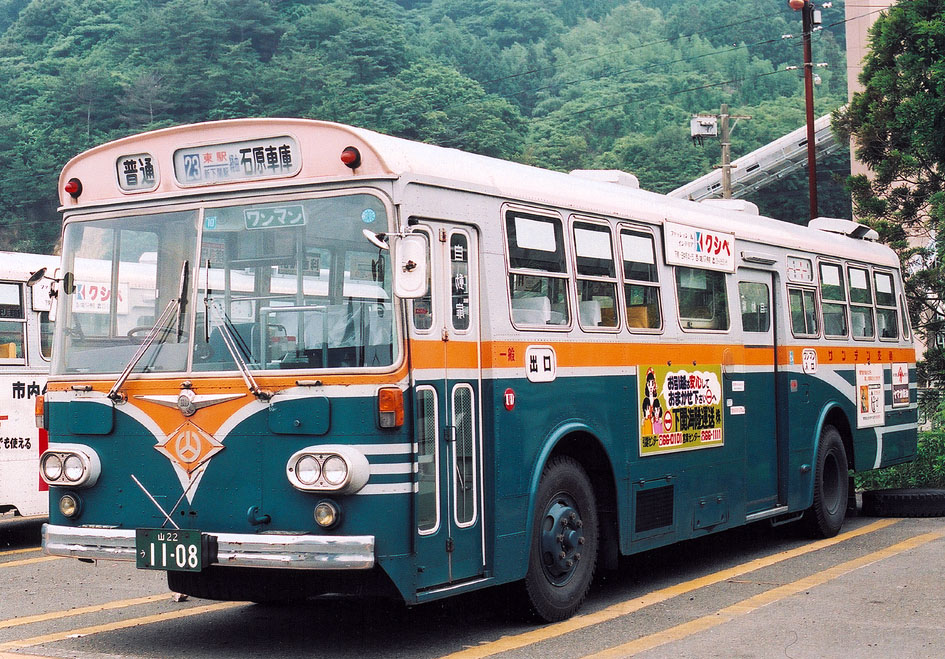
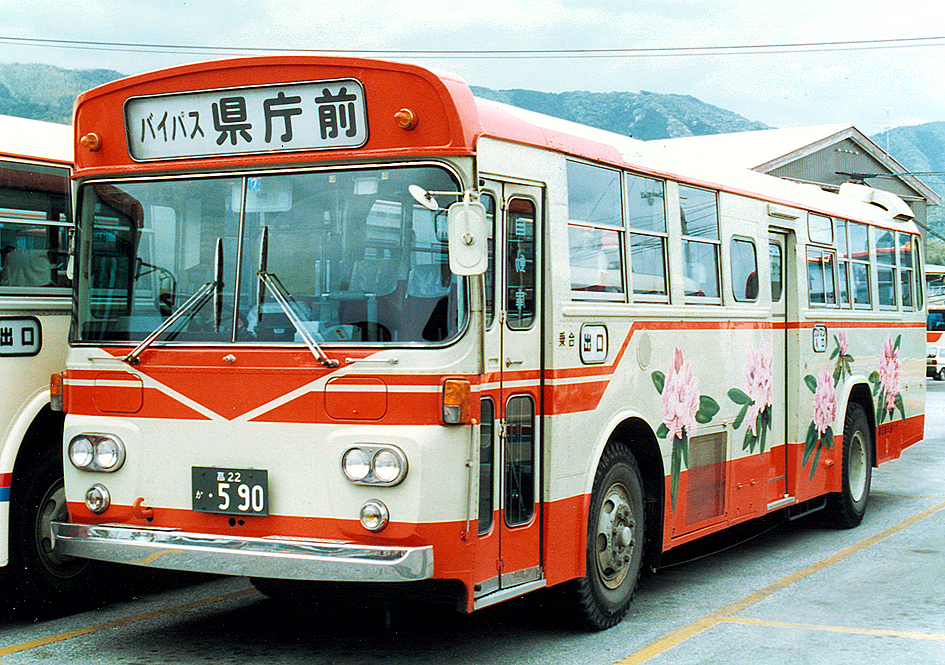

#### KU/UA31/36
1979년 배출가스 규제 대응에 따라 기존 UA20/30 모델을 마이너 체인지한 모델로 엔진은 PE6형이 탑재되었다. 1982년에 배출가스 규제에 대응한 N-U36이 출시되었다. 차체는 후지중공업 (현, 스바루)에서 제작된 R13형을 사용했으나 1982년에 R15형 차체를 사용했다. 또한 싱가포르 수출 사양으로 U31RCN 모델이 존재했다. 차체는 5E형 차체로 일본에서 생산하지 않는 12m급 모델이다. 1993년까지 생산했다.

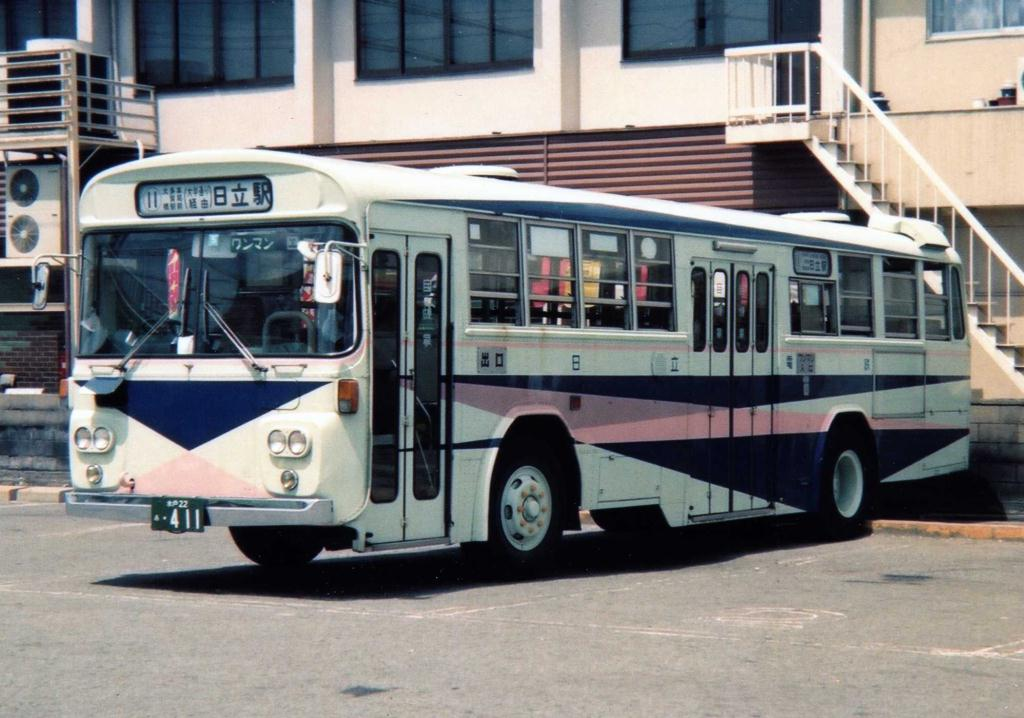
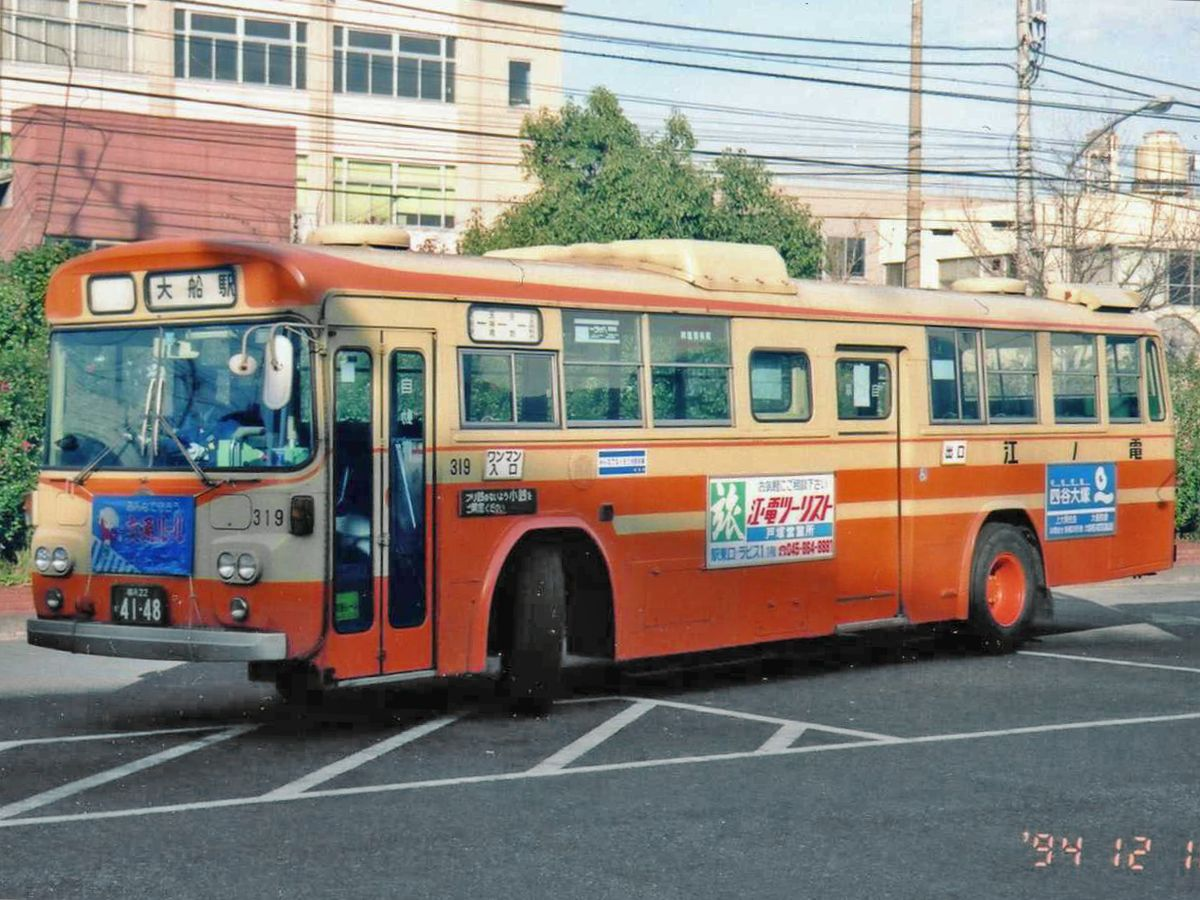
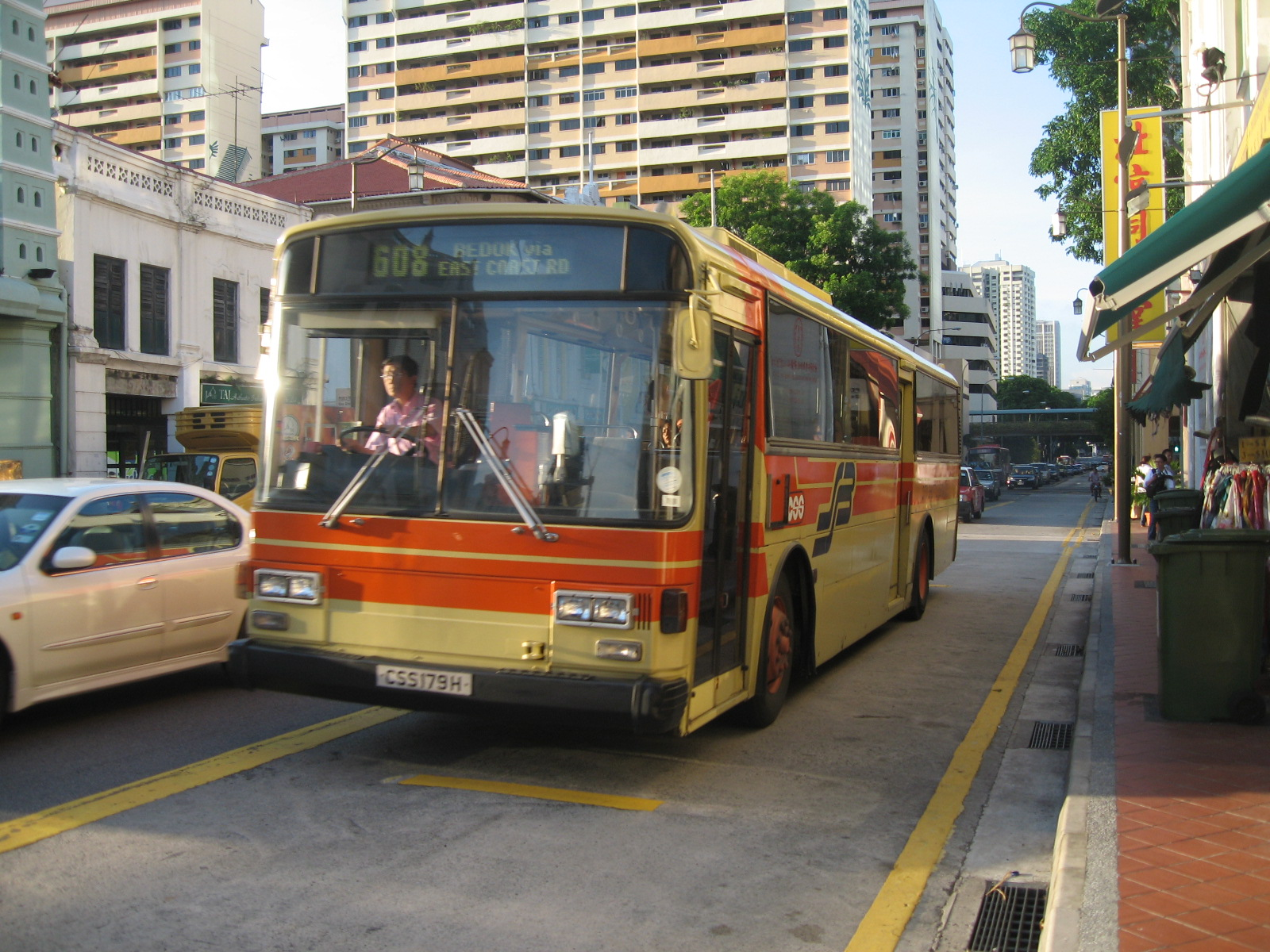
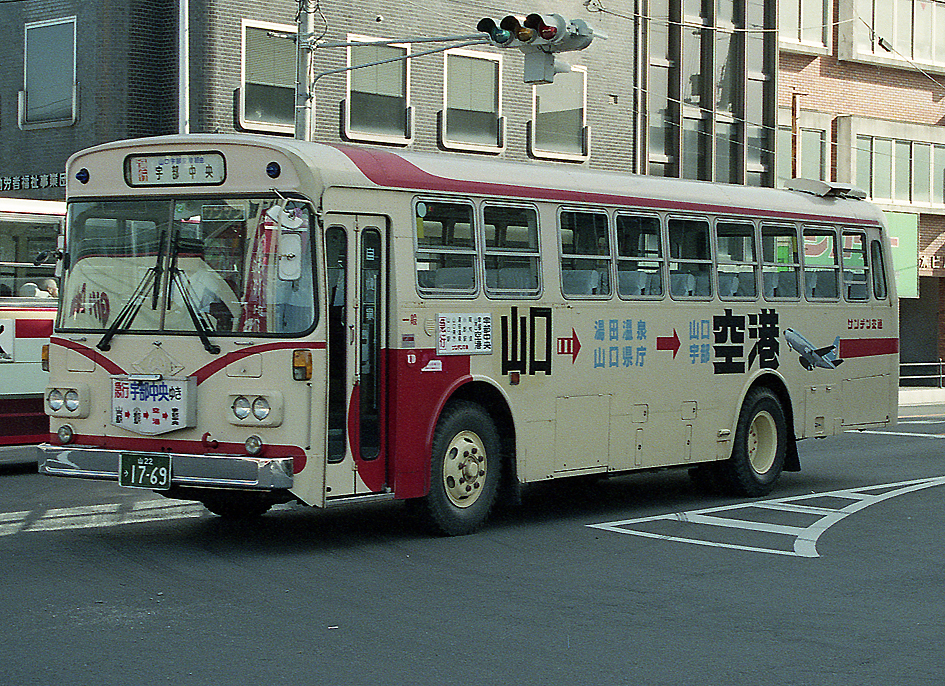

#### PU/UA32
1983년 배출가스 규제 대응에 따라 1984년에 출시되었다. 엔진은 PE6H형이다. 1985년에 소음 규제 대응에 따라 마이너 체인지를 하면서 리어엔진 방열구가 없어지고 계기판의 디자인도 변경되면서 시프트 인디케이터로 변경했다. 차체는 후지중공업 (현, 스바루)에서 제작된 5E, 5B형과 서일본 차체 공업에서 제작된 58MC형이 있다.

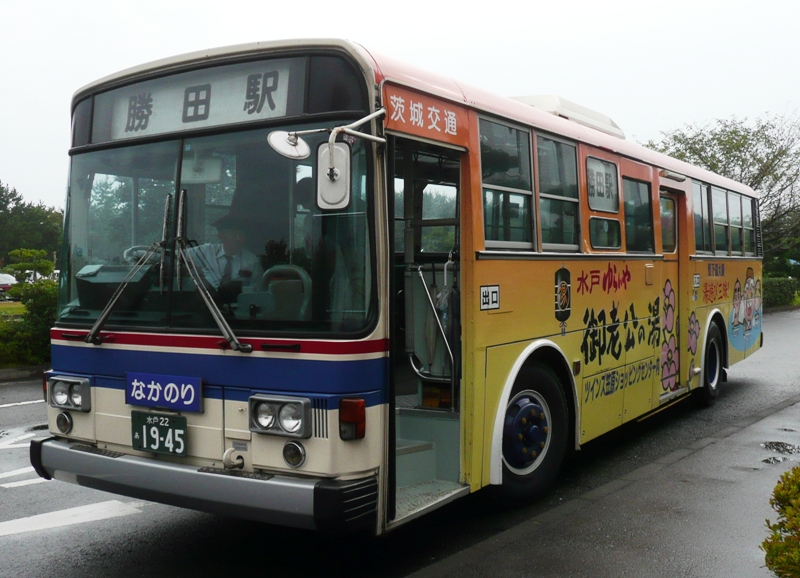
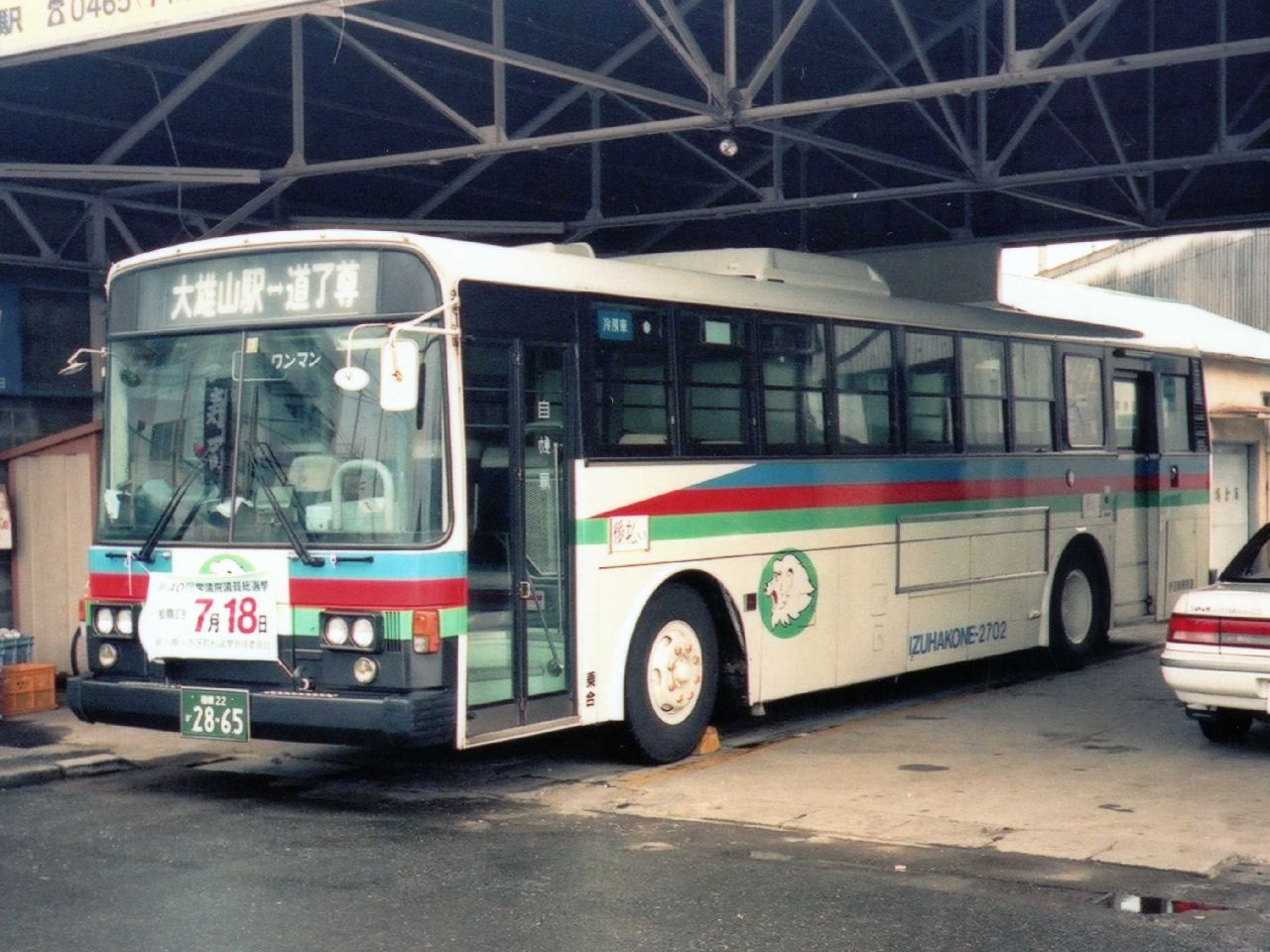
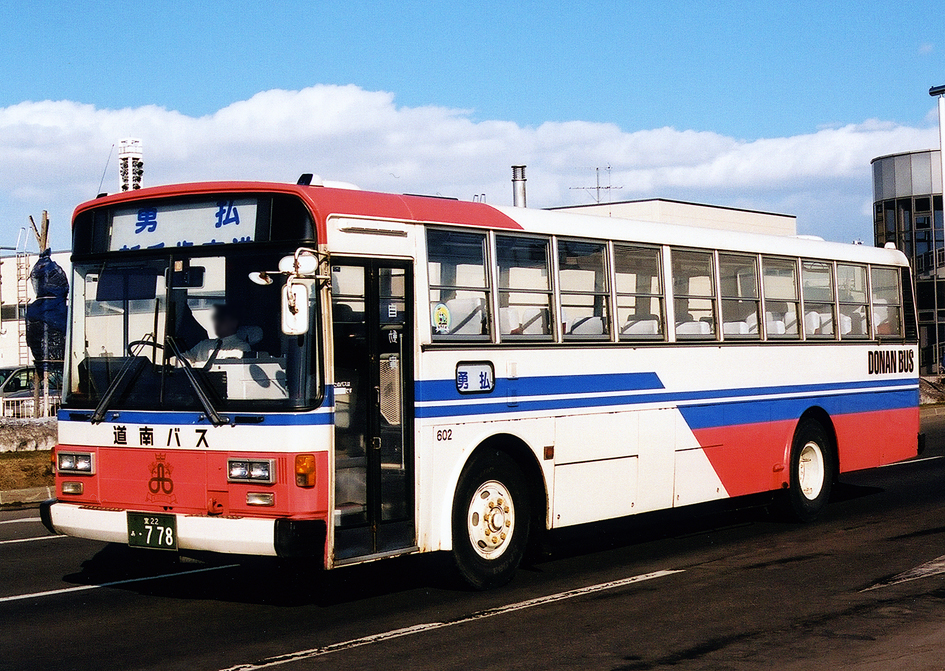
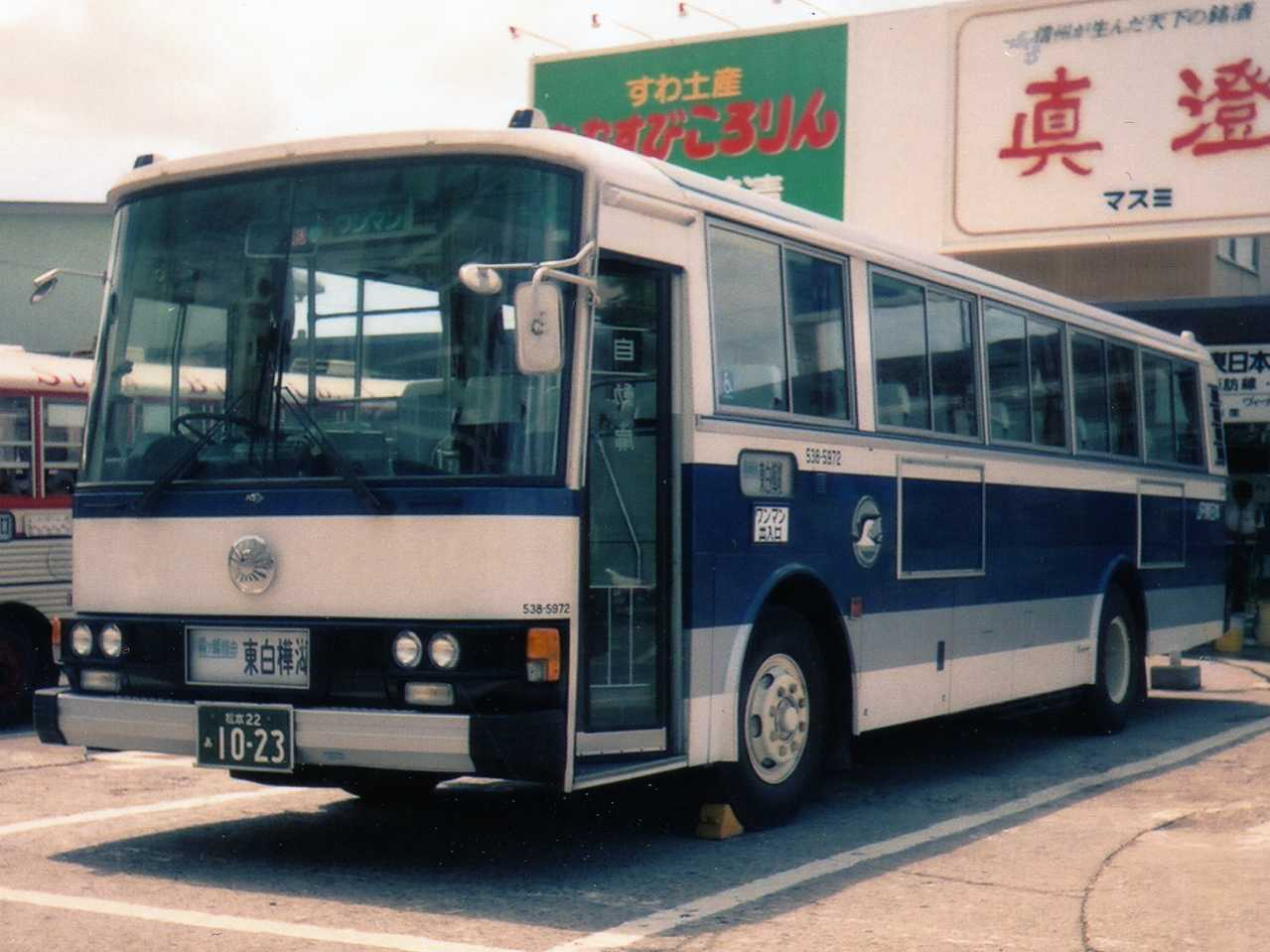

#### PU/UA33/50
1988년에 최초로 출시된 모델로 엔진은 PF6H형이 탑재되었다. 휠베이스는 H형 (4.72m), L형 (5.24m), N형 (5.55m)이 있다. 또한 기계식인 ATE-MATIC가 탑재되었다. 또한 고출력 모델인 P-UA50 모델로 엔진은 RE8형이 탑재되었고 에어 서스펜션이 적용되었다. 휠베이스는 L형과 T형이 있다. 차체는 후지중공업 (현, 스바루)에서 제작된 7E, 7B형과 서일본 차체 공업에서 제작된 58MC형이 있다.

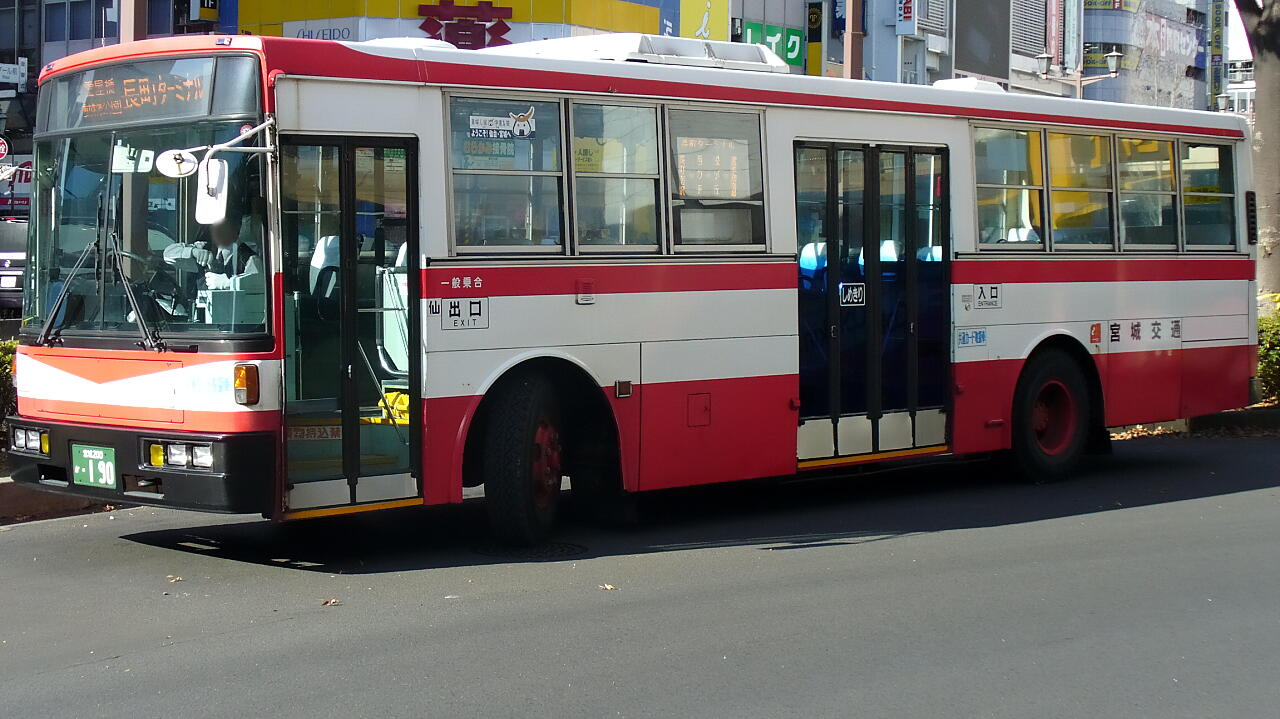

#### U-UA440/510/520
1990년에 배출가스 규제 대응에 따라 풀모델 체인지 모델로 엔진은 RF8형을 탑재했다. 전 차량이 에어 서스펜션이 탑재되었다. 차체는 후지중공업 (현, 스바루)에서 제작된 7E, 7B형과 서일본 차체 공업에서 제작된 58MC형이 있다.

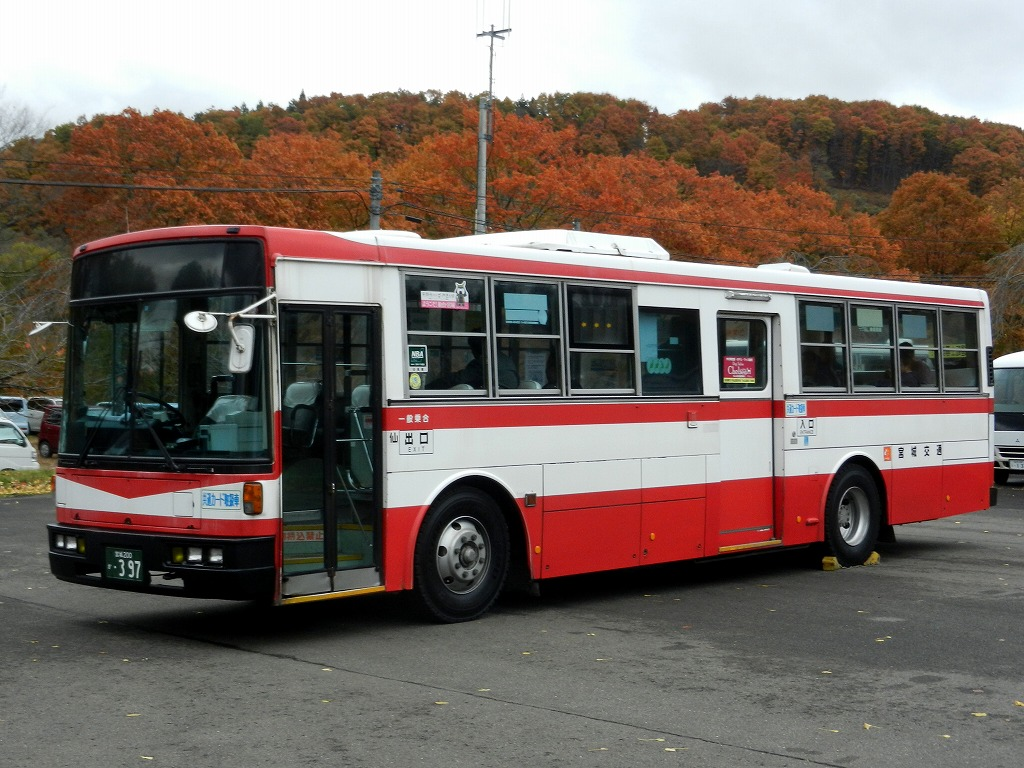
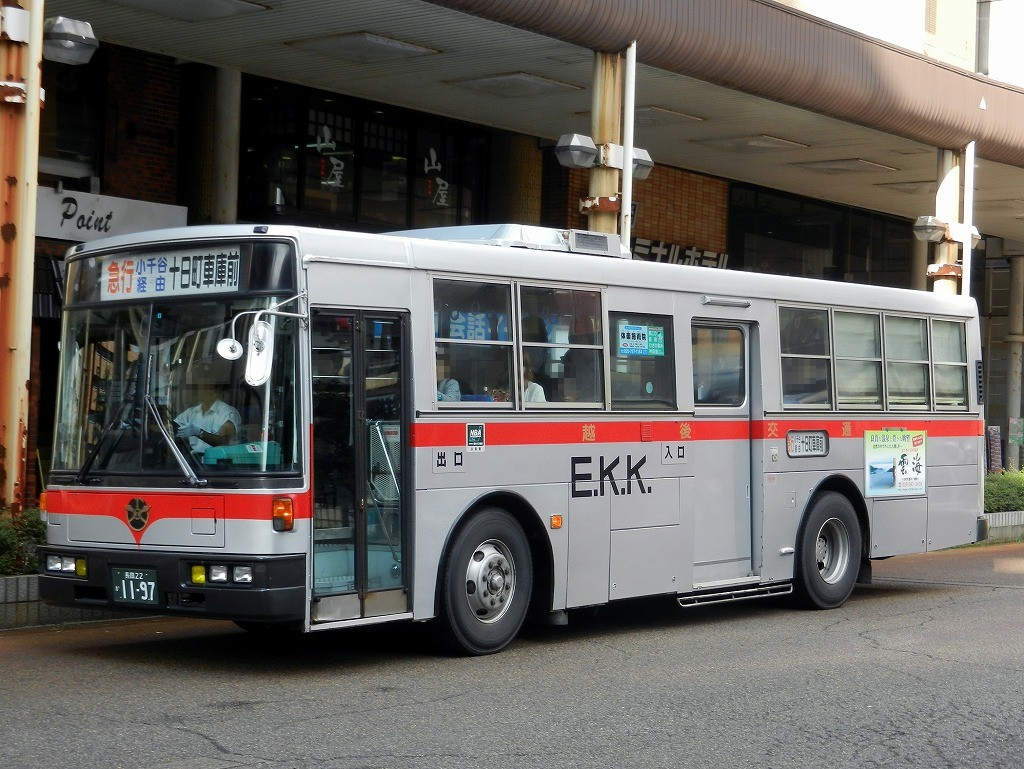
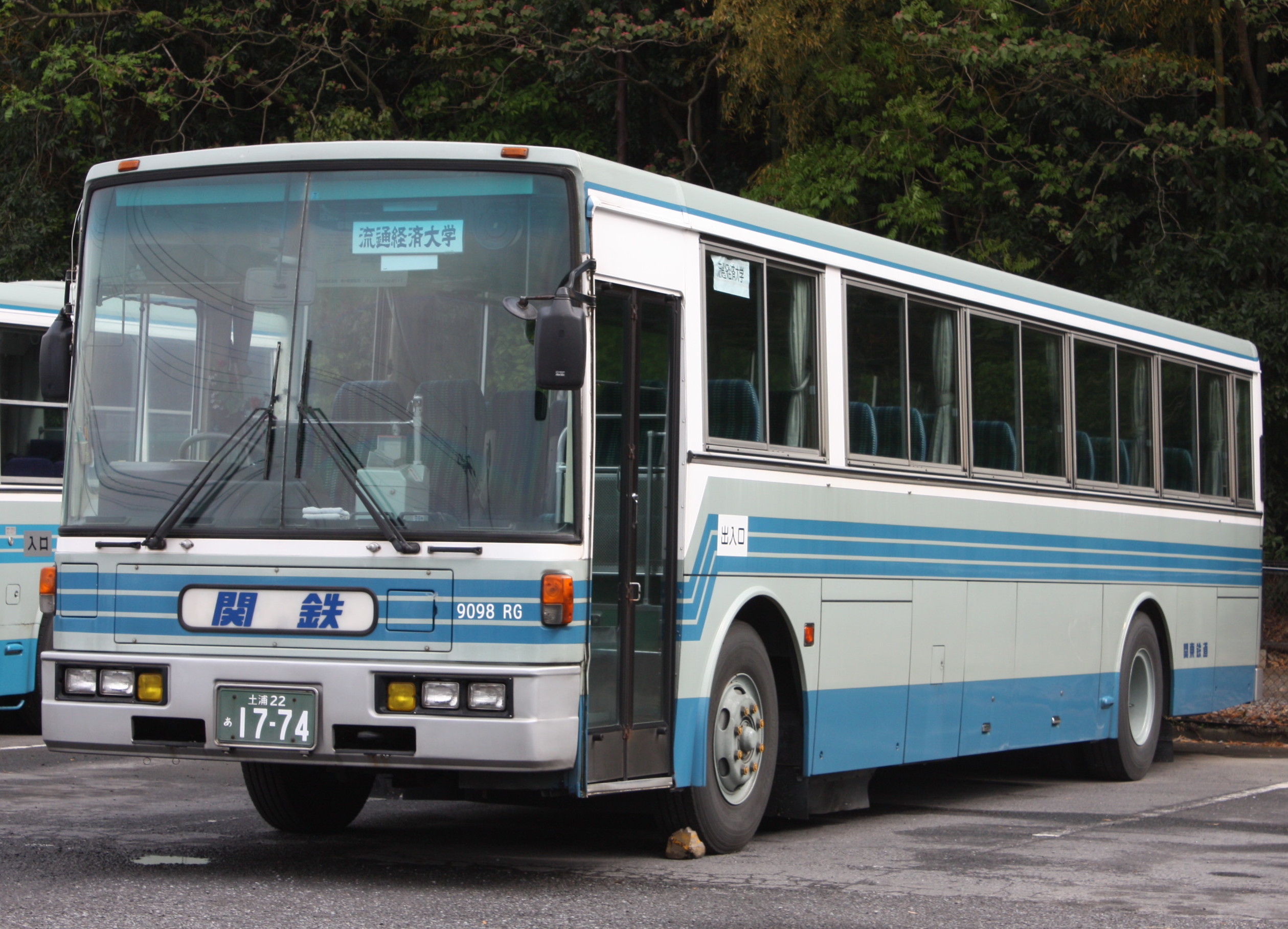

#### KC-UA460/521
1994년에 배출가스 규제 대응에 따라 풀모델 체인지 모델로 1995년에 출시되었다. 엔진은 PG6형이 탑재되었다. 차체는 후지중공업 (현, 스바루)에서 제작된 7E, 7B형과 서일본 차체 공업에서 제작된 96MC형이 있다. 전 차량 에어 서스펜션이 적용이 되었다. 또한 하이브리드 모델인 KC-UA460한카이 모델도 있다.

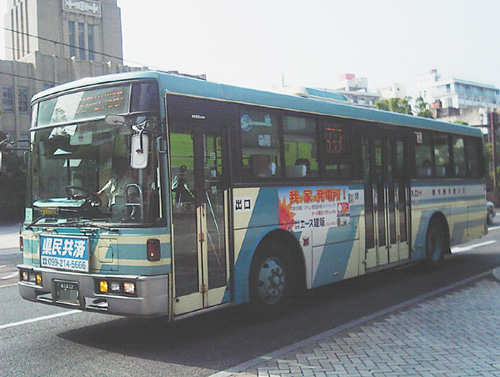
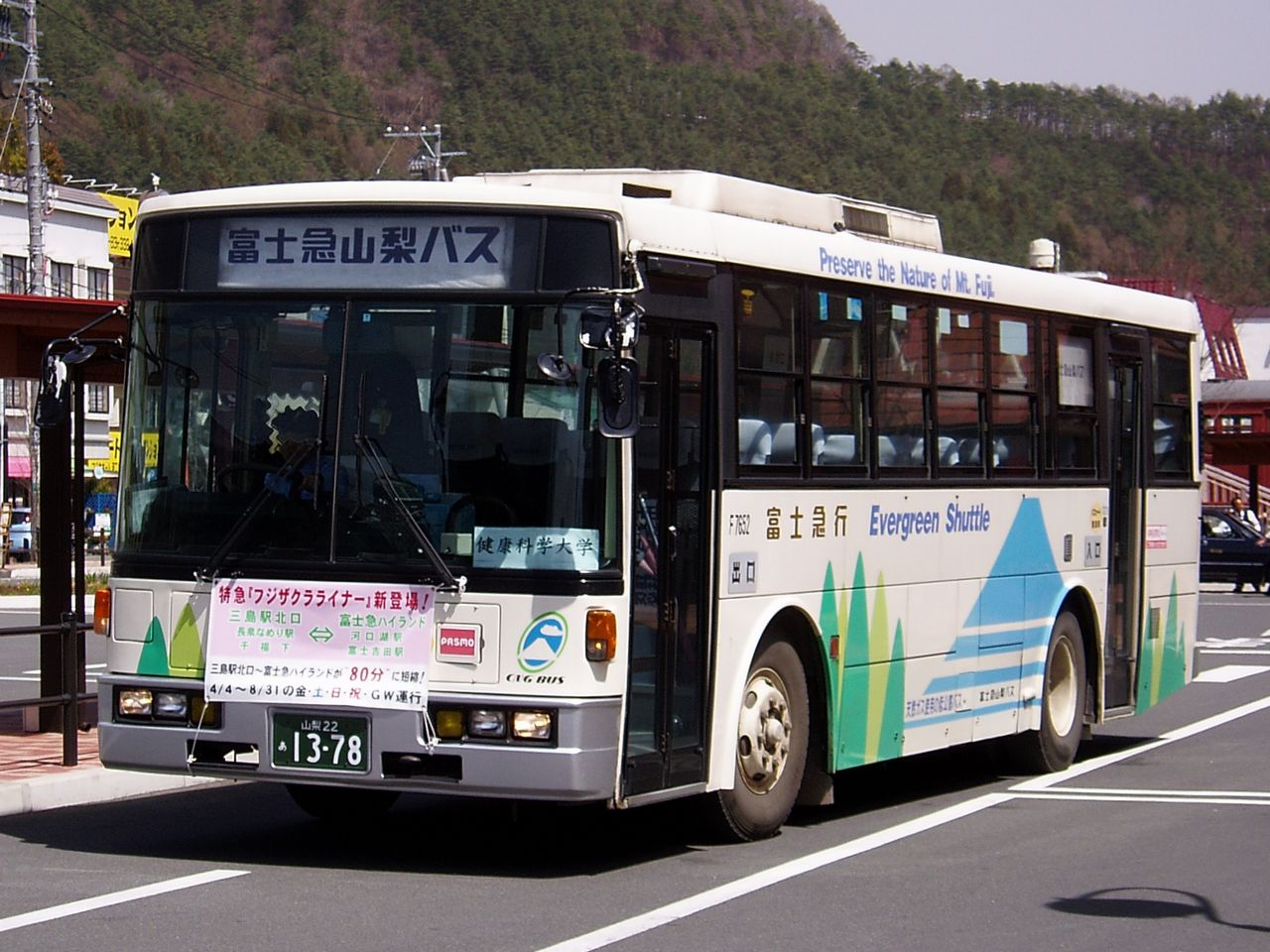
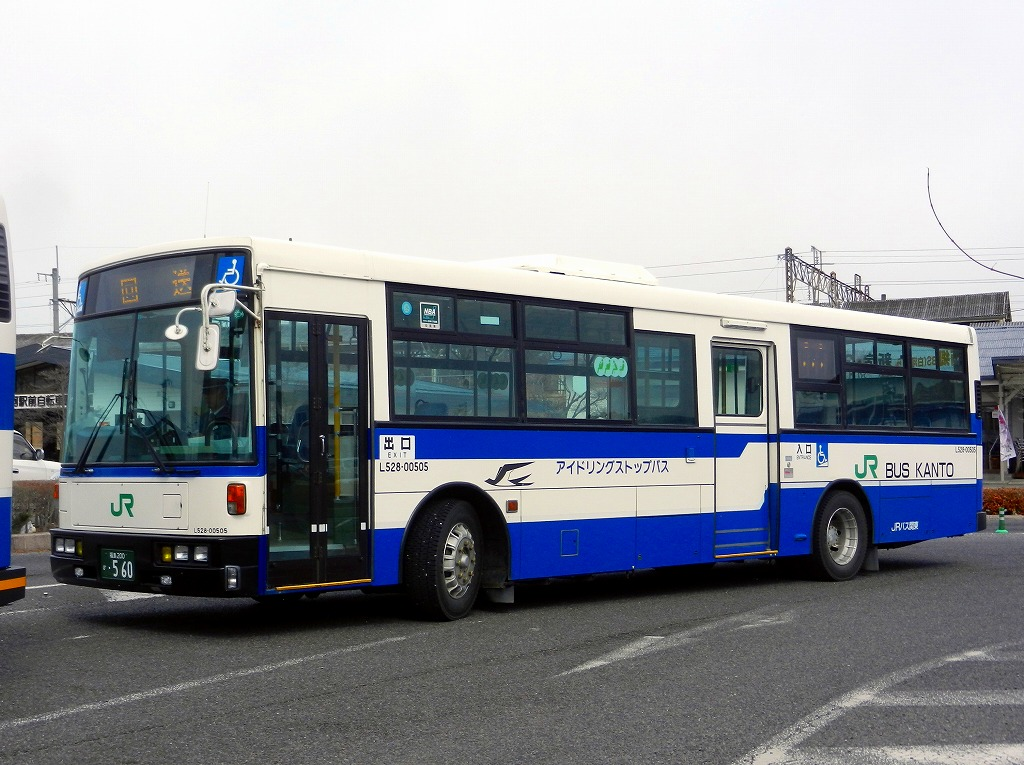

#### NE-UA4E0
1994년 12월에 U-UA440 차량에서 CNG 버스 차량이 출시되면서, 이 모델을 바탕으로 1996년에 일본 최초의 CNG 버스 차량 모델이 출시되었다. 엔진은 U-UA가 PF6형이 탑재되었고 NE-UA의 경우 PU6형이 탑재되었다. 1997년에 고출력 사양이 출시되었다.

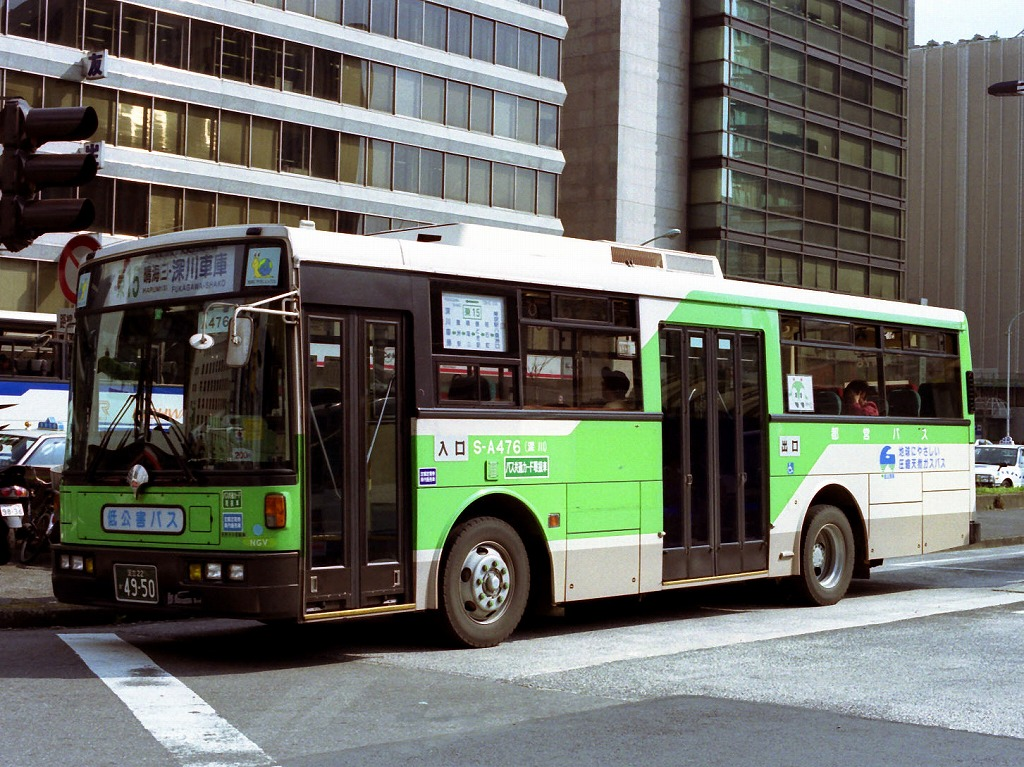
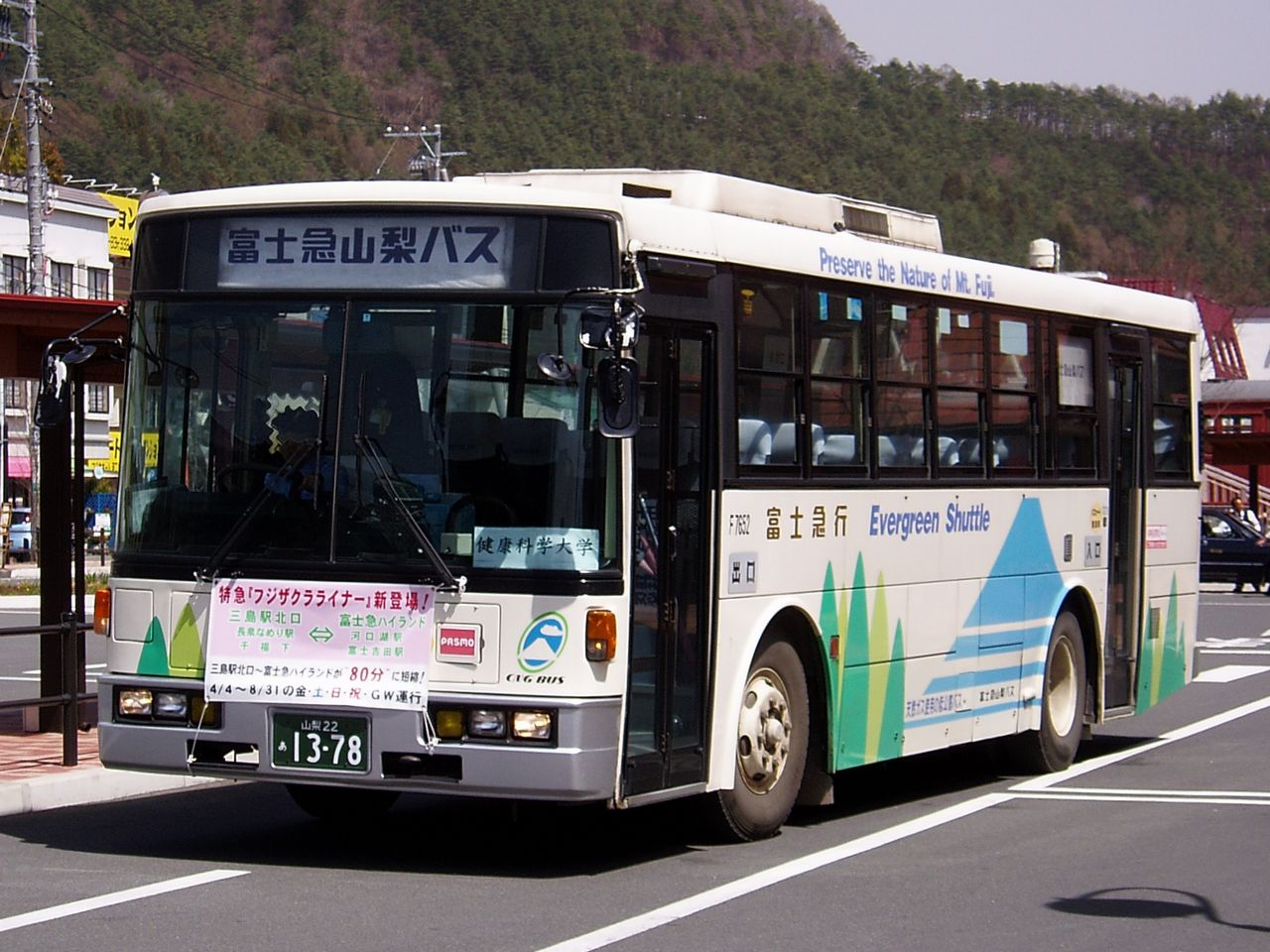
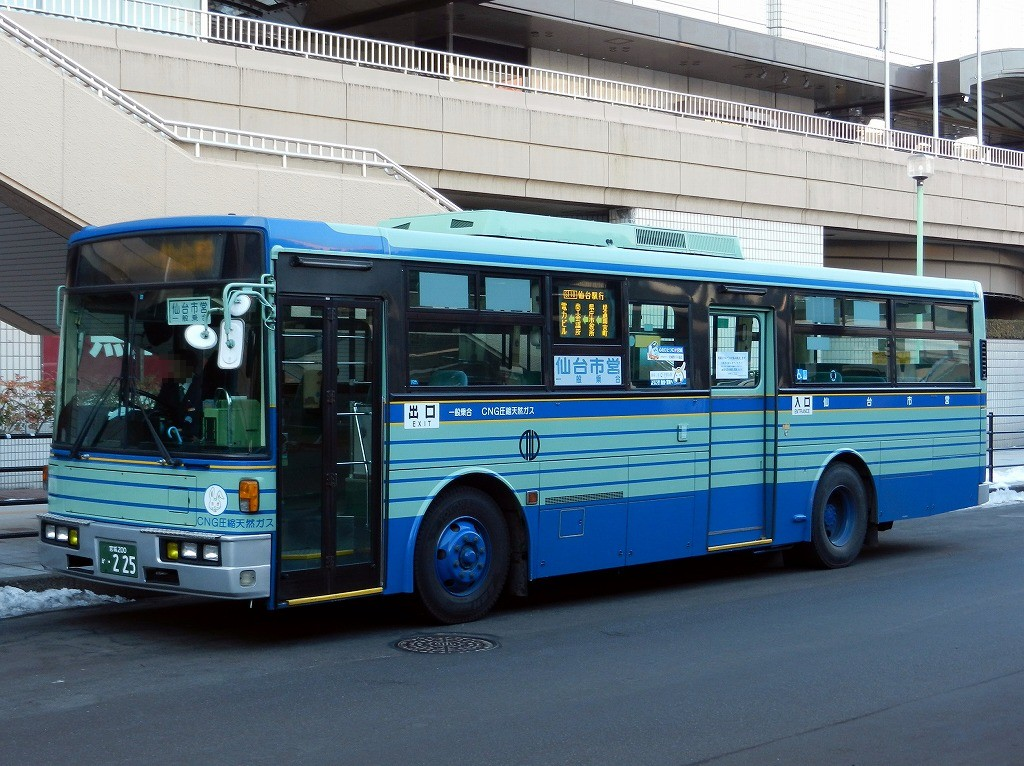

#### KL-UA452A
1999년 배출가스 규제 대응에 따라 풀모델 체인지 모델로 2000년에 출시되었다. 휠베이스는 K형 (4.8m), M형 (5.3m), P형 (5.8m)이 있다. 차체는 후지중공업 (현, 스바루)에서 제작된 7E형, 7B형 차체를 2003년까지 사용했다. 엔진은 PF6HTA형과 고출력 사양인 PF6HTB형이 탑재되었다.

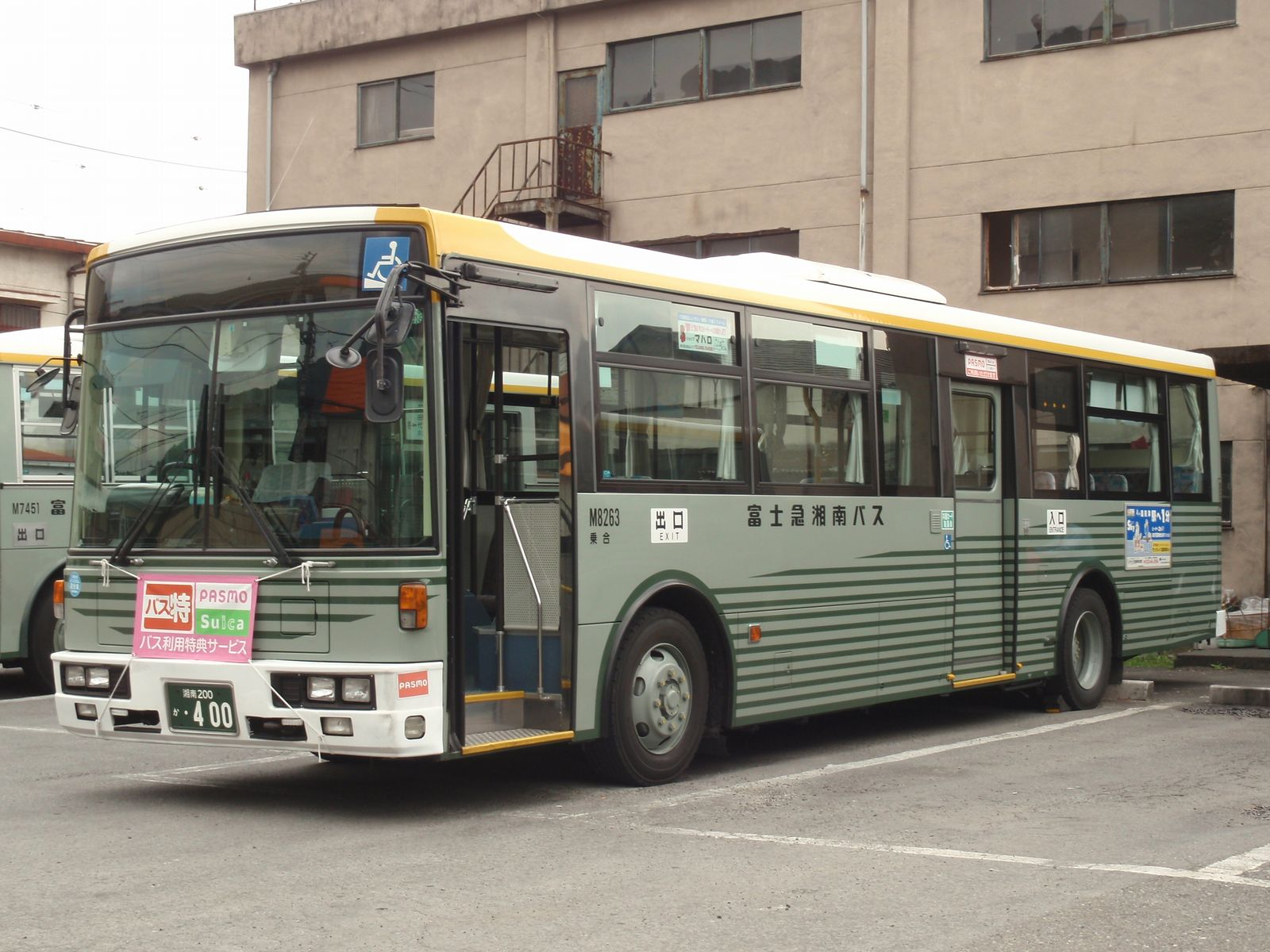
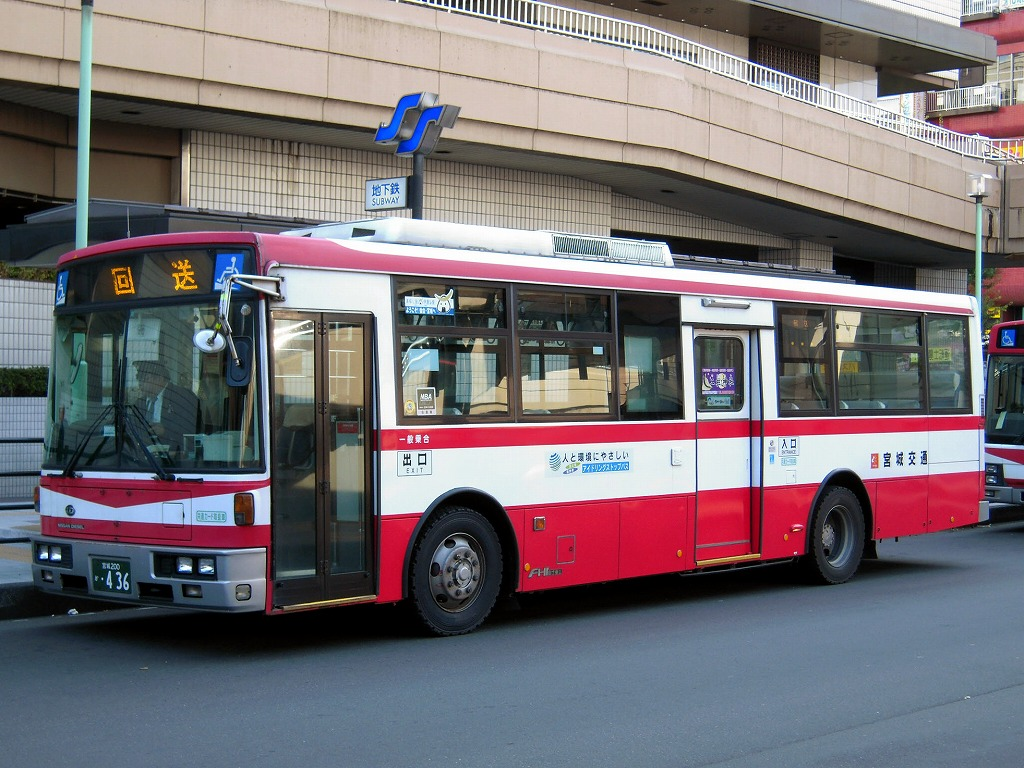
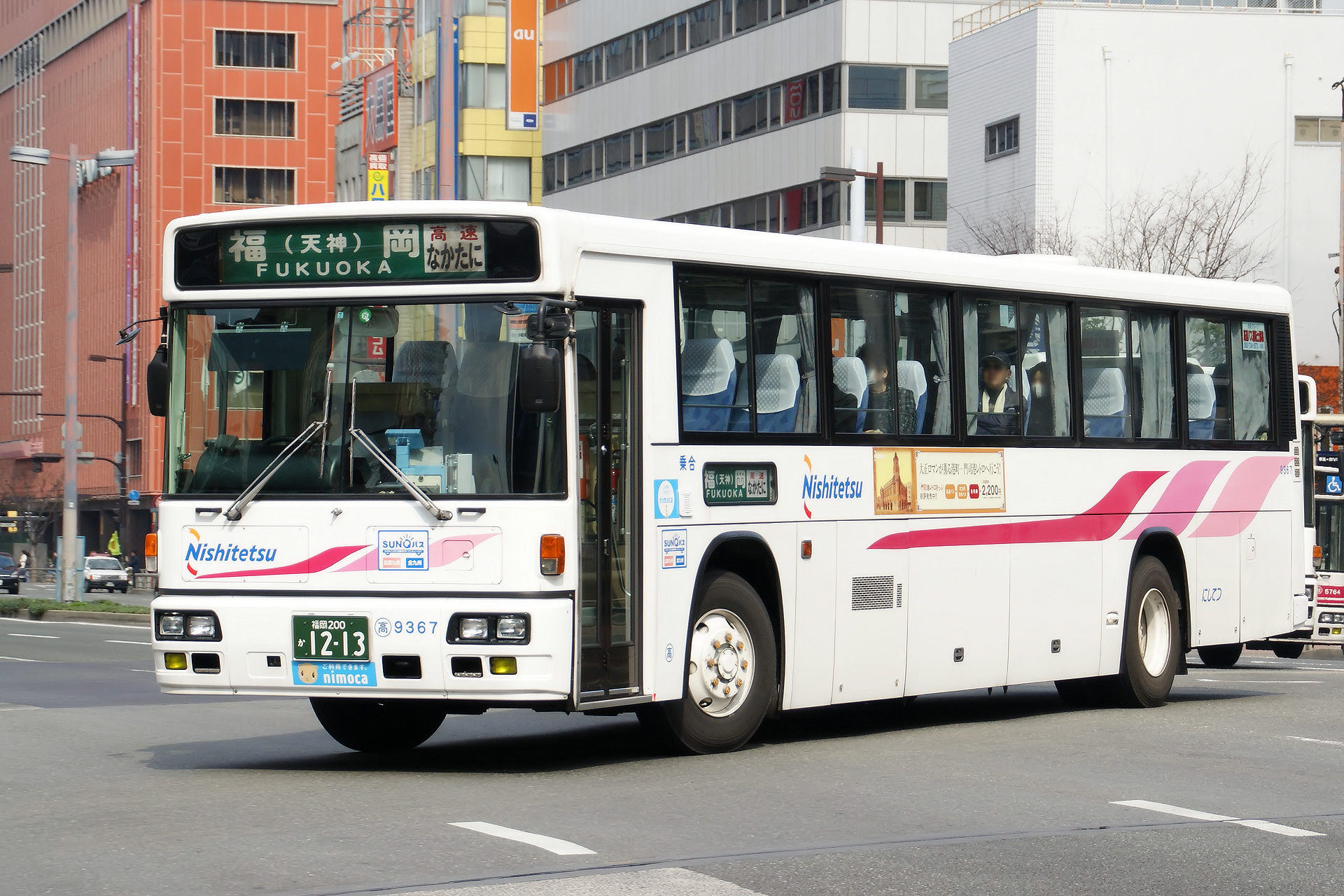

### 저상버스

#### UA460KAM
1997년에 최초로 저상버스 모델로 출시되었고 휠베이스는 K형 (4.8m), M형 (5.3m)이 있다. 독일 ZF에서 제작된 부품으로 제작되었다. 차체는 후지중공업 (현, 스바루)에서 제작된 7E형이 있다. 엔진은 PG6형 엔진이 탑재되었다. 1998년에 정식 승인을 받고 KC-UA460KAM 모델이 출시되었다. 기존 모델과 달리 지붕이 약간 얇아지고 중문의 겨우 글라이드 사양이 적용되었다. 또한 CNG 버스 차량인 F형의 경우 엔진은 PU6형이 탑재되었다.

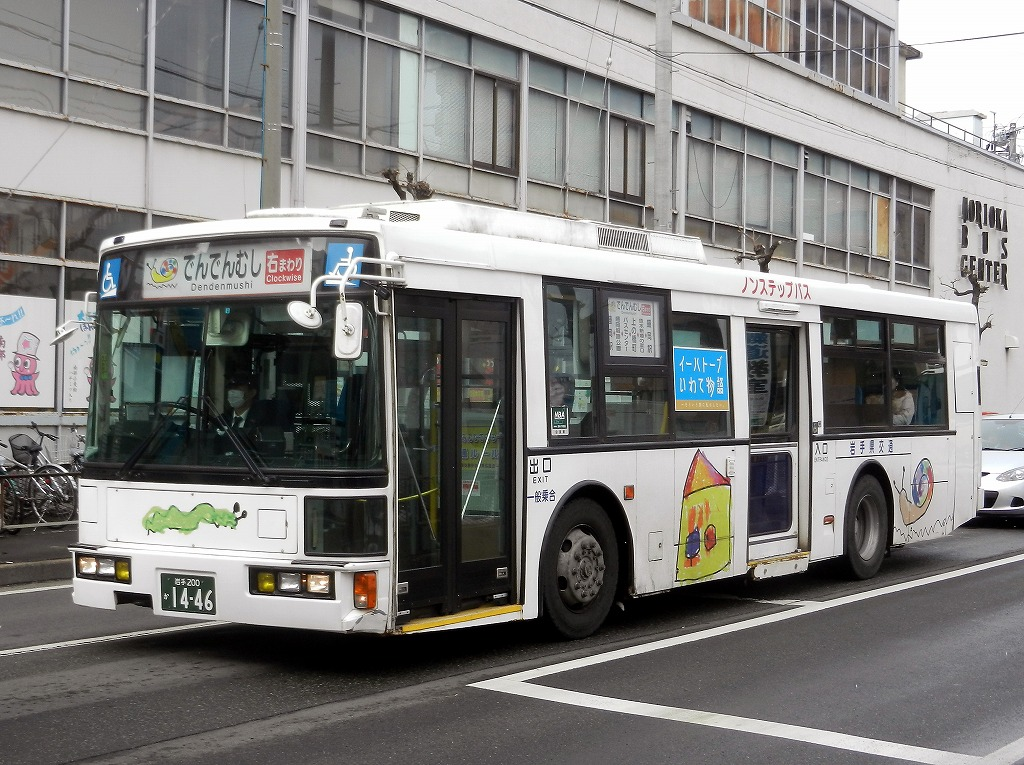
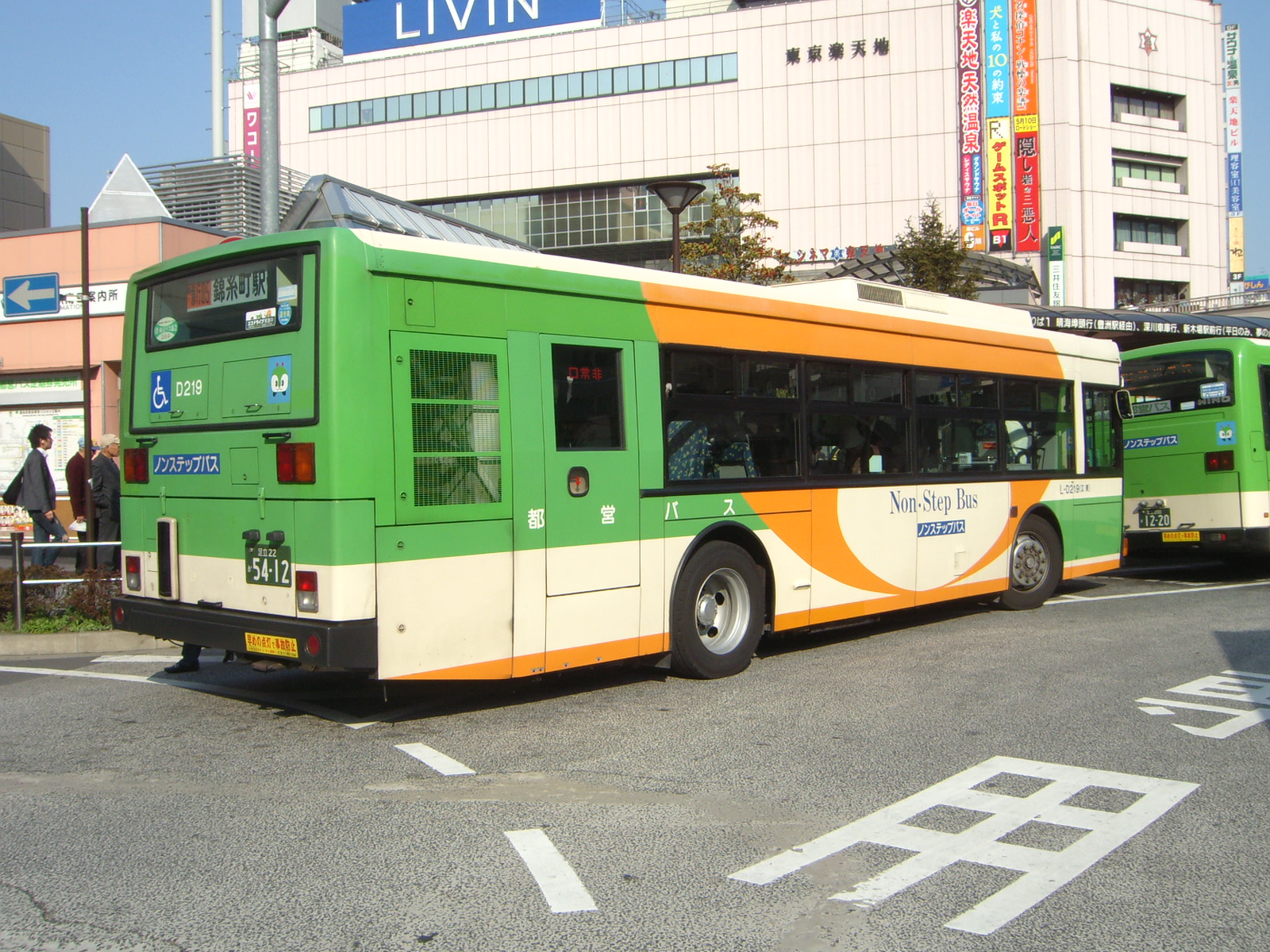

#### KL-UA272KAM A형
1999년 배출가스 규제 대응에 따라 풀모델 체인지 모델로 2000년에 출시되었다. 휠베이스는 K형 (4.8m), M형 (5.3m)이 있다. 엔진은 MD92TA형이 최초로 채택되었다. 2003년에 후지중공업 (현, 스바루) 버스 생산이 종료될 때까지 생산되었다. 또한 CNG 버스 차량인 N형의 경우 엔진은 PU6형이 탑재되었다.

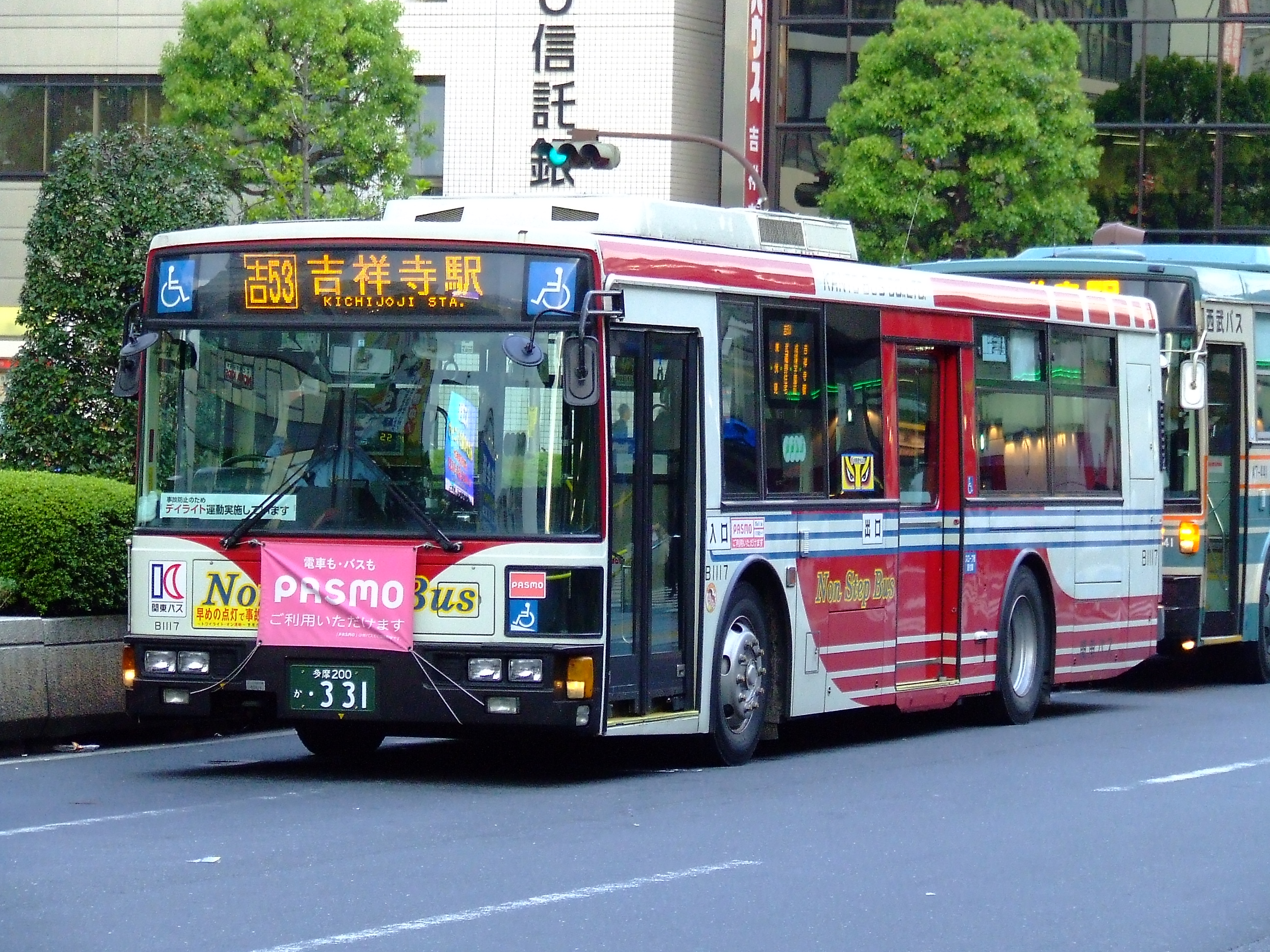
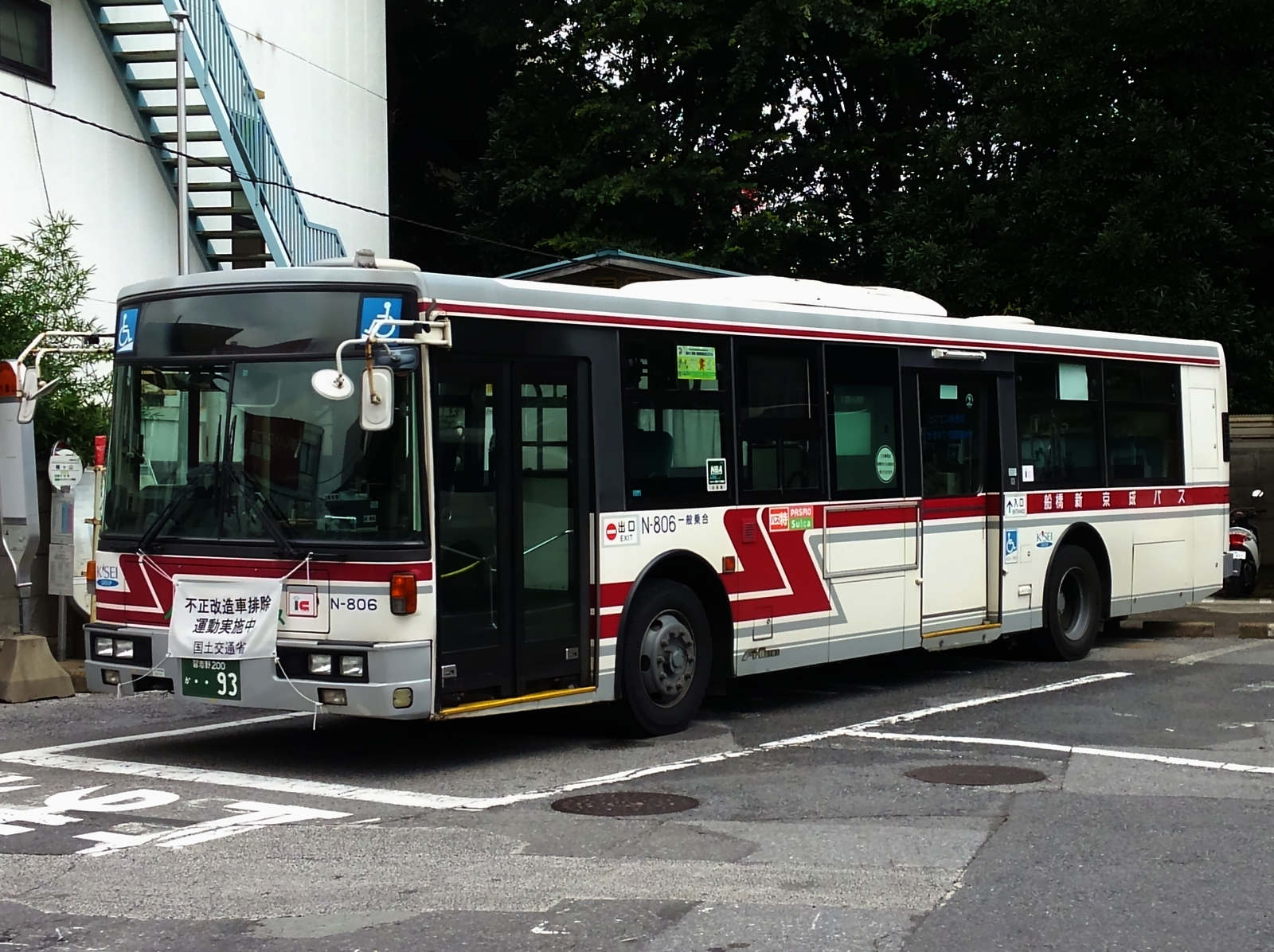

#### KL-UA272KAM N형
2003년에 후지중공업 (현, 스바루) 버스 생산이 종료되면서 서일본 차체 공업에 차체 제작이 변경되었다. 엔진은 기존 A형과 마찬가지로 MD92TA형이 탑재되었다. 차량 구조는 미쓰비시후소 뉴에어로 스타 모델과 유사하나 엔진의 경우 문쪽에 설치했다. 2005년 8월에 단종되었다.

#### KC-UA460A G형
2000년부터 서일본 차체 공업이 저상버스를 독자적으로 추진한 모델로 개조를 시작한 저상버스 모델이다. 이스즈 엘가 A형과 비슷한 구조를 가지고 있다.

#### KL-UA452A G형
2000년에 도입된 차량으로 휠베이스는 K형 (4.8m), M형 (5.3m), P형 (5.8m)이 있다. 차체는 후지중공업 (현, 스바루)에서 제작된 차체를 사용했다. 또한 CNG 버스 차량인 G형의 경우 엔진은 PU6형이 탑재되었다. 디젤 차량의 경우 2005년 8월에 단종되었고 2006년 이후에 출시된 차량의 경우 닛산 디젤 스페이스 러너 RA로 마이너 체인지를 추진했고 2007년 8월에 단종되었다.

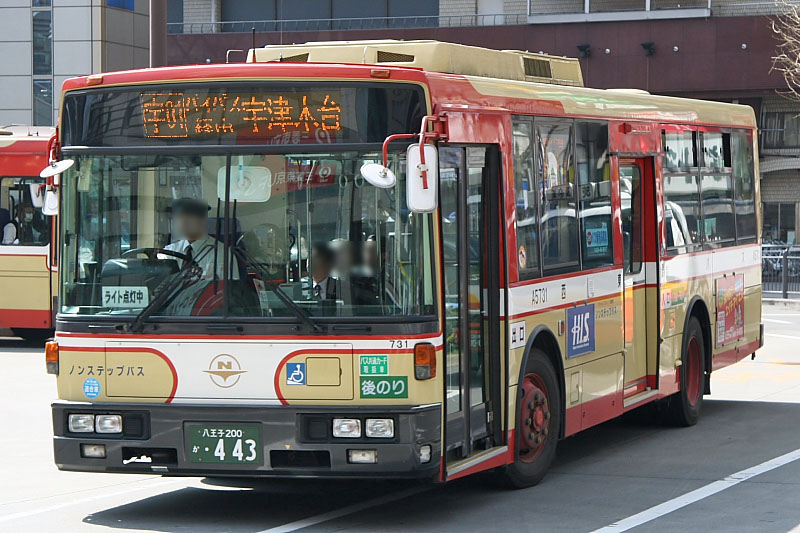
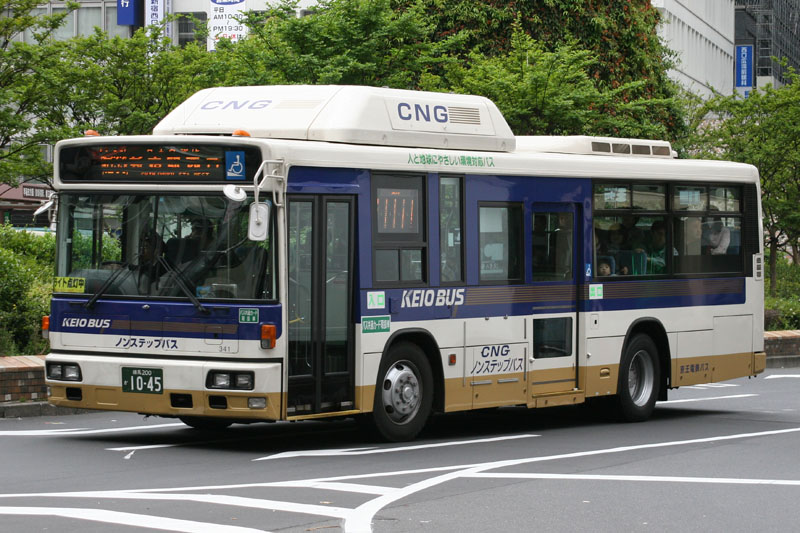

## 같이 보기
- 미쓰비시후소트럭 버스
- 서일본 차체 공업
- UD 트럭
- 닛산 디젤 스페이스 애로우
- UD트럭 SLF